# Food-Draft
Ein Food-Draft (engl. food draft, Lebensmittelwechsel) war nach dem Ersten Weltkrieg ein in den USA zu kaufender Gutschein, mit dessen Hilfe amerikanische Bürger ihren europäischen, von Nahrungsmittelknappheit betroffenen Verwandten und Freunden ein Lebensmittelpaket zukommen lassen konnten.
Der Scheck, der innerhalb von 90 Tagen nach seiner Ausstellung bei einem American Relief Administration Warehouse eingelöst werden musste, bot vier verschiedene Lebensmittelpakete zu 10 oder 50 Dollar an, die beispielsweise in Österreich „Dollarpaket“ genannt wurden. Das zuerst vom Januar 1920 bis Mitte 1921 gehandhabte Verfahren wurde von Herbert Hoover mit einem Schreiben „To the Bankers of Amerika“ (An die amerikanischen Bankiers) den umworbenen Geldinstituten erklärt. Der Käufer eines Food-Drafts würde die Herstellungskosten der Lebensmittel und den Transport bezahlen, Überschüsse, so sie anfielen, gingen, wie auf dem Scheck ausdrücklich vermerkt, an das Kinderhilfswerk European Children’s Fund. Die Herausforderung für die American Relief Administration (Verwaltung des Amerikanischen Hilfswerks) bestand darin, alle amerikanischen Banken über das System zu informieren und für wenigstens ein Jahr ein unverändertes Preis-Leistungs-Verhältnis zu garantieren. Ohne einen eigenen Verdienst verkauften schließlich 4827 Banken in Nord-, Mittel- und Südamerika sowie in Großbritannien, Frankreich, Dänemark und Australien diese Lebensmittelanweisungen. Innerhalb eines Jahres wurden Wechsel im Wert von 8 Millionen Dollar verkauft, was dem Kinderhilfswerk einen Zuschuss von 600.000 Dollar einbrachte. Während der im Herbst 1921 begonnenen Hilfsaktion anlässlich der Hungerkatastrophe in Russland, erlebte das Verfahren eine Neuauflage, Food-Drafts für 9 Millionen Dollar fanden ihren Abnehmer.

## Nachweise
- Frank M. Surface / Raymond L. Bland: American Food in the World War and Reconstruction Period. Operations of the Organizations Under the Direction of Herbert Hoover 1914 to 1924, Stanford University Press, Stanford 1931, S. 91 f. (Volltext) und S. 246
- Hermann Stöhr: So half Amerika. Die Auslandshilfe der Vereinigten Staaten 1812–1930, Ökumenischer Verlag, Stettin 1936, S. 164 f.
- Herbert Hoover: Memoiren (Bd. 2). Das Kabinett und die Präsidentschaft 1920–1933, Matthias-Grünewald-Verlag, Mainz 1952, S. 22